# Rajon Sobor (Dnipro)
Der Rajon Sobor (ukrainisch Соборний район Sobornyj rajon; russisch Соборный район Soborni rajon) ist einer von acht Verwaltungsbezirken (Rajone) der Stadt Dnipro, des Oblastzentrums der Oblast Dnipropetrowsk in der Ukraine.
Der Stadtrajon liegt im südöstlichen Teil der Stadt auf dem rechten Dneprufer und ist mit 168.021 Einwohnern (2008) der zweitbevölkerungsreichste Verwaltungsbezirk von Dnipro. Er besitzt eine Fläche von etwa 44,093 km².
Der Rajon hieß vom 15. März 1936 bis zum 26. November 2015 Rajon Schowtnewe, der Name leitet sich vom ukrainischen Wort für Oktober ab und bezieht sich auf die Oktoberrevolution der Bolschewiki im Jahr 1917.
Am 26. November 2015 wurde er im Rahmen der Dekommunisierung in Rajon Sobor, was vom Wort Sobor (ukr. Собор) für Kathedrale kommt und sich auf die im Stadtrajon befindliche Verklärungskathedrale bezieht, umbenannt. Der Rajon wurde am 15. März 1936 gegründet.

## Untergliederung
Der Stadtteil besteht aus den historischen Ortschaften Lotsmanska Kamjanka im äußersten Süden des Stadtrajons am Dnepr und Mandrykiwka, zwischen denen sich heute die Peremoha (ukr. Перемога, russisch победа, übersetzt „Sieg“) befindet, eine Großraumwohnsiedlung bestehend aus Chruschtschowkas. Diese ist auf der flussabgeneigten Seite auf langer Strecke durchgehend bebaut, und wird deswegen von den Einwohnern „Chinesische Mauer“ (ukr. «китайська стіна») genannt. Im Norden befindet sich das historische Stadtzentrum Nahirny, daran in südwestlicher Richtung angrenzend befindet sich das Viertel Tabir.

## Bevölkerungsentwicklung
| 1959    | 1970    | 1979    | 1989    | 2001    | 2008    |
| ------- | ------- | ------- | ------- | ------- | ------- |
| 177.979 | 210.884 | 172.879 | 194.286 | 172.002 | 168.021 |

Quelle

## Vorsteher
- 1951–1960 Jakiw Ambrosienko (ukr. Яків Якович Амбросіенко)
- 1960–1965?
- 1965–1969 Grigori Gaponenko (ukr. Григорій Григорович Гапоненко)
- 1969–1973 Ilja Kupizki (ukr. Ілля Селіверстович Куницький)
- 1973–1977 Anatolij Wolowik (ukr. Анатолій Петрович Воловик)
- 1977–1982 Walentin Litwenkow (ukr. Валентин Федорович Литвенков)
- 1982–1983 Ewgen Loginow (ukr. Євген Максимович Логінов)
- 1983–1985 Boris Cholod (ukr. Борис Іванович Холод)
- 1985–1987 Genadij Bezschasni (ukr. Геннадій Олексійович Безчасний)
- 1987–1990 Witali Zhmurenko (ukr. Віталій Григорович Жмуренко)
- 1990–1991 Petro Trochimenko (ukr. Петро Михайлович Трохименко)
- 1991–1994 Juri Pinjaew (ukr. Юрій Іванович Піняєв)
- 1994–2001 Sergij Butschkow (ukr. Сергій Анатолійович Бичков)
- 2001–2012 Wiktoria Lukaschowa (ukr. Вікторія Федорівна Лукашова)
- 2012–2015 Anton Zhosul (ukr. Антон Кирилович Жосуль)
- seit 2015 Wolodimir Fedorenko (ukr. Федоренко Володимир Володимирович)

Quellen:

## Bauwerke und Sehenswürdigkeiten
Ein beliebter Naherholungsort der ganzen Stadt ist die, durch den Bischof-Kanal vom rechten Dneprufer getrennte, im Nördlichen Teil des Stadtteiles gelegene Klosterinsel, welche Teil des 360.000 m² umfassenden Schewtschenko-Parks ist, der ehemals gänzlich dem Generalleutnant, Günstling und Liebhaber der Zarin Katharina der Großen Grigori Alexandrowitsch Potjomkin gehörte. Hier ließ Potjomkin auch sein Domizil, den heutigen Studentenpalast errichten.
Entlang des Bischof-Kanals, über den auch die Merefa-Cherson-Brücke führt, die ein wichtiger Bestandteil der Verbindung Merefa – Cherson ist, verläuft auch der im Stadtteil Sobor gelegene Teil der längsten Uferpromenade Europas, der Uferpromenade Dnipro.
Der Stadtteil beheimatet mit dem Oktoberplatz einen der größten Plätze Europas sowie die Verklärungskathedrale, welche als zentrales Gotteshaus der Orthodoxie in Dnipro gilt. Sie ein Architekturdenkmal von nationaler Bedeutung.
Des Weiteren befindet sich hier auch das Kunstmuseum Dnipro mit einer bedeutenden Kunstsammlung vornehmlich Osteuropäischer Kunst.

## Galerie
- Frontansicht
- Außenansicht

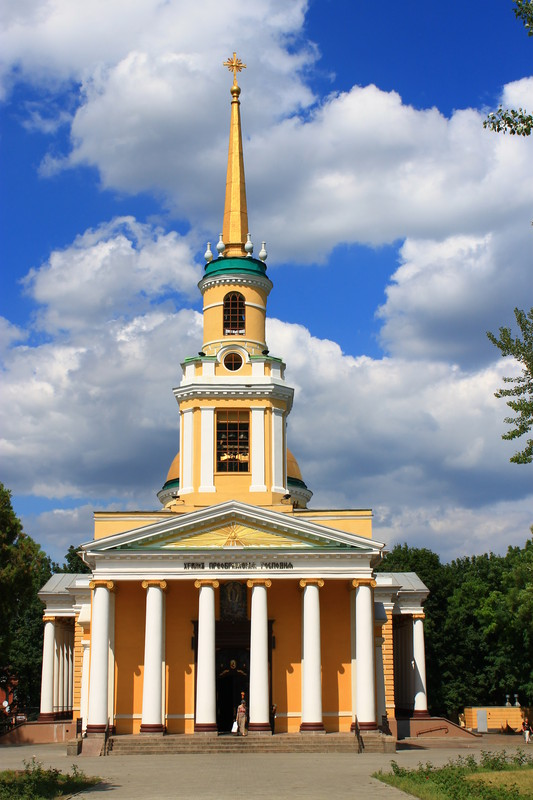
Frontansicht
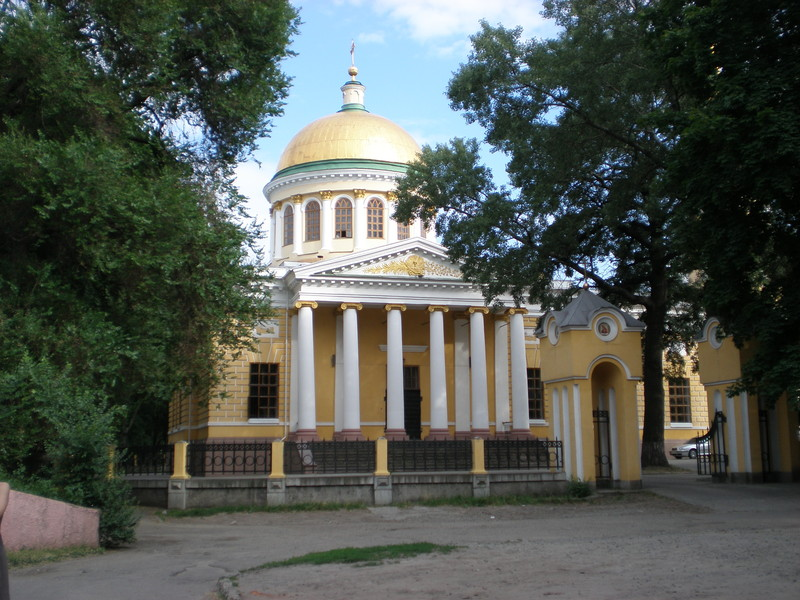
Außenansicht
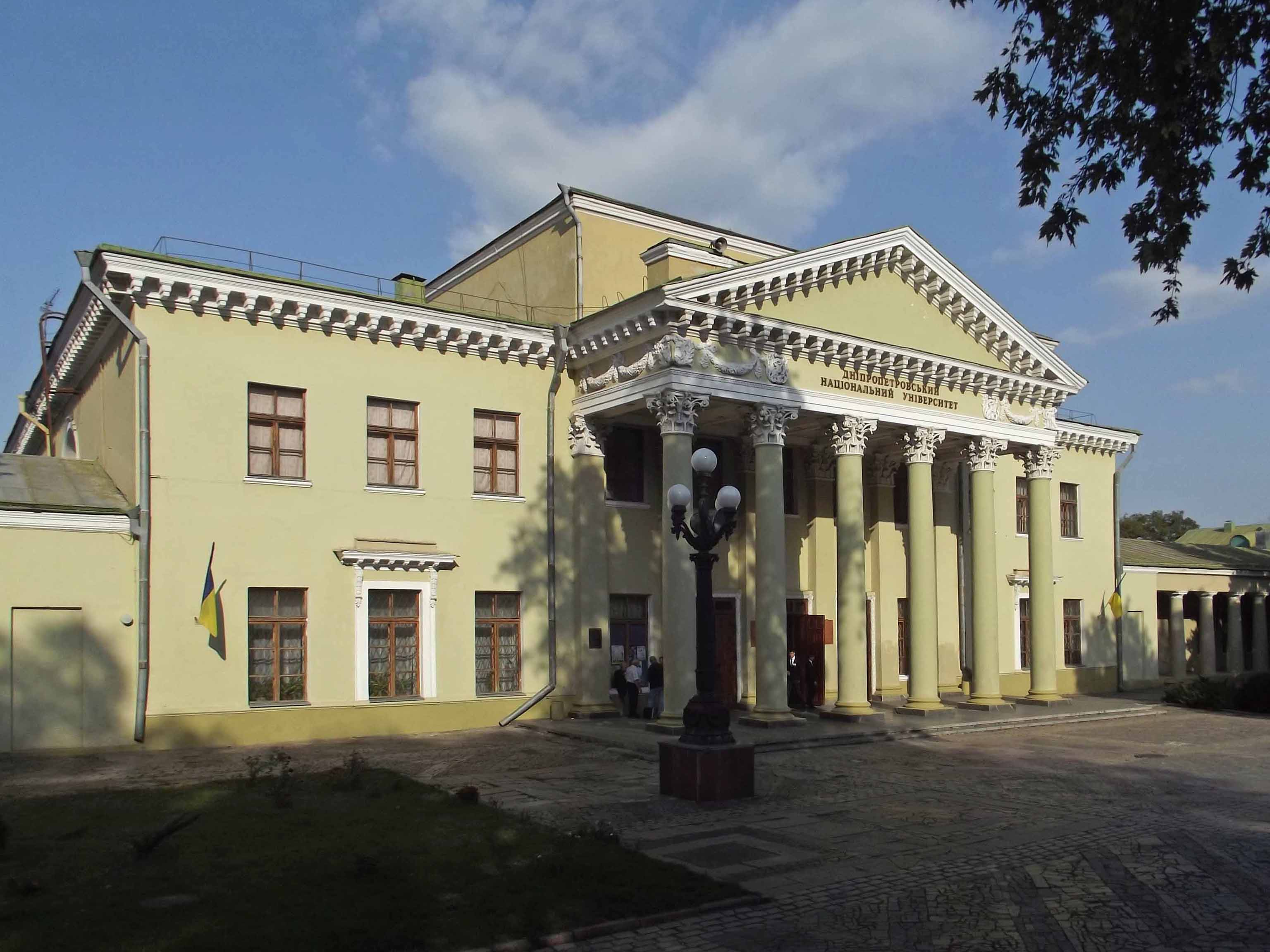
Studentenpalast